# Den mystiske Fremmede
Den mystiske Fremmede er en dansk stumfilm fra 1914, der er instrueret af Holger-Madsen.

## Handling
Denne artikel mangler et handlingsreferat. Hjælp os med at skrive det.

## Medvirkende
- Ebba Thomsen - Komtesse Ida
- Olaf Fønss - Walter Fahrich, student
- Alf Blütecher - Den mystiske fremmede, Mefisto
- Dagmar Kofoed
- Peter Jørgensen
- Ebba Lorentzen
- Franz Skondrup
- Fru Jacobsen
- Henny Lauritzen
- Oluf Billesborg
- Charles Willumsen
- Ingeborg Jensen
- Ellen Ferslev
- Birger von Cotta-Schønberg
- F. Clausen
- Holger Syndergaard
- Philip Bech
- Ingeborg Bruhn Bertelsen
- Frederik Jacobsen
- Johannes Ring
- Lily Frederiksen